# Радт, Семён Лукич
Семён Лукич Радт (собственно Симон Рат, фр. Simon Rath; 1766 — 1819) — российский военачальник швейцарского происхождения.
Начал военную службу в армии Нидерландов, дослужившись до капитанского чина. В 1788 г. с сохранением звания принят в русскую службу, получив первое назначение в штаб генерал-аншефа И. П. Салтыкова. В 1788 году участвовал в осаде Хотина. 
В дальнейшем занимал ряд штабных и командных должностей, в 1797—1798 гг. в чине полковника состоял адъютантом великого князя Александра Павловича, в 1798—1800 гг. в чине генерал-майора занимал пост шефа Малороссийского гренадерского полка. 
В 1800 году стал генерал-лейтенантом и был назначен инспектором инфантерии Украинской инспекции
19 ноября 1800 года был отставлен от службы. 
Вернулся на службу 22 марта 1801 г. и был назначен состоять по армии с определением членом совета Военной коллегии, через год вышел в отставку по болезни. 
В 1807 году был назначен командовать земской милицией Эстляндской губернии.
В конце 1811 года вновь поступил на военную службу с зачислением на должность начальника Петербургского рекрутского депо. 15 мая 1812 года был назначен состоять при штабе 3-й Западной армии, в сентябре был назначен состоять при Главной квартире М. И. Кутузова. 
В 1813 году командовал войсками, осаждавшими крепость Замостье. 
После окончания военных действий был назначен 17 сентября 1814 года начальником 24-й пехотной дивизии.
В 1817 г. вышел в отставку и вернулся в Швейцарию.
Завещал значительную сумму денег (150 тыс. флоринов) своим сёстрам Генриетте и Жанне-Франсуазе с условием употребить их на что-либо полезное для родины и увековечивающее их имя. Эти средства легли в основу финансирования Музея Рат.
Был награждён орденом Св. Анны 1-й степени с алмазами, Св. Владимира 2-й степени, золотой шпагой «За храбрость».